# غيدان (اسم)
غيدان هو اسم علم مذكر من أصل عربي، ومعناه هو أول الشباب؛ يقولون «فلانٌ في غيدان شبابه» أي في أوله، وغيدان الكثير الغيد أي كثير النعومة.

## وصلات خارجية
- موسوعة السلطان قابوس لأسماء العرب نسخة محفوظة 5 أبريل 2019 على موقع واي باك مشين.